# 帕特萨拉
帕特萨拉（Pathsala），是印度阿萨姆邦巴賈利县的一个城镇和行政中心。总人口9652（2001年）。

## 人口
该地2001年总人口9652人，其中男性5106人，女性4546人；0—6岁人口948人，其中男476人，女472人；识字率80.76%，其中男性为84.98%，女性为76.02%。